# 霍爾登 (緬因州)
霍爾登（英語：Holden）是一個位於美國緬因州佩諾布斯科特縣的鎮。

## 人口
根據2020年美國人口普查的數據，霍爾登的面積為84.25平方千米，當中陸地面積為81.12平方千米，而水域面積為3.13平方千米。當地共有人口3277人，而人口密度為每平方千米39人。